# Melanagromyza biobioensis
Melanagromyza biobioensis este o specie de muște din genul Melanagromyza, familia Agromyzidae, descrisă de Mitsuhiro Sasakawa în anul 1994. Conform Catalogue of Life specia Melanagromyza biobioensis nu are subspecii cunoscute.